# Larisa Neiland
Larisa Savchenko Neiland (Lviv, 21 de Julho de 1966) é uma ex-tenista profissional letã, conhecida por ser uma especialista em duplas.

## Grand Slam finais

### Duplas: 12 (2 títulos, 10 vices)
| Posição | Ano  | Campeonato     | Piso   | Parceira         | Oponentes                      | Placar             |
| ------- | ---- | -------------- | ------ | ---------------- | ------------------------------ | ------------------ |
| Vice    | 1988 | Wimbledon      | Grama  | Natasha Zvereva  | Steffi Graf Gabriela Sabatini  | 6–3, 1–6, 12–10    |
| Campeã  | 1989 | Roland Garros  | Saibro | Natasha Zvereva  | Steffi Graf Gabriela Sabatini  | 6–4, 6–4           |
| Vice    | 1989 | Wimbledon      | Grama  | Natasha Zvereva  | Jana Novotná Helena Suková     | 6–1, 6–2           |
| Vice    | 1990 | Rolanda Garros | Saibro | Natasha Zvereva  | Jana Novotná Helena Suková     | 6–4, 7–5           |
| Vice    | 1991 | Rolanda Garros | Saibro | Natasha Zvereva  | Gigi Fernández Jana Novotná    | 6–4, 6–0           |
| Campeã  | 1991 | Wimbledon      | Grama  | Natasha Zvereva  | Gigi Fernández Jana Novotná    | 6–4, 3–6, 6–4      |
| Vice    | 1991 | US Open        | Hard   | Jana Novotná     | Pam Shriver Natasha Zvereva    | 6–4, 4–6, 7–6(7–5) |
| Vice    | 1992 | Wimbledon      | Grama  | Jana Novotná     | Gigi Fernández Natasha Zvereva | 6–4, 6–1           |
| Vice    | 1992 | US Open        | Duro   | Jana Novotná     | Gigi Fernández Natasha Zvereva | 7–6(7–5), 6–1      |
| Vice    | 1993 | Roland Garros  | Saibro | Jana Novotná     | Gigi Fernández Natasha Zvereva | 6–3, 7–5           |
| Vice    | 1993 | Wimbledon      | Grama  | Jana Novotná     | Gigi Fernández Natasha Zvereva | 6–4, 6–7(7–9), 6–4 |
| Vice    | 1996 | Wimbledon      | Grama  | Meredith McGrath | Martina Hingis Helena Suková   | 5–7, 7–5, 6–1      |

### Duplas Mistas: 9 (4 títulos, 5 vices)
| Posição | Ano  | Campeonato              | Piso   | Parceiro              | Oponentes                               | Placar              |
| ------- | ---- | ----------------------- | ------ | --------------------- | --------------------------------------- | ------------------- |
| Campeã  | 1992 | Wimbledon               | Grama  | Cyril Suk             | Miriam Oremans Jacco Eltingh            | 7–6(7–2), 6–2       |
| Campeã  | 1994 | Aberto da Austrália     | Duro   | Andrei Olhovskiy      | Helena Suková Todd Woodbridge           | 7–5, 6–7(0–7), 6–2  |
| Vice    | 1994 | Roland Garros           | Saibro | Andrei Olhovskiy      | Kristie Boogert Menno Oosting           | 7–5, 3–6, 7–5       |
| Campeã  | 1995 | Roland Garros           | Saibro | Mark Woodforde        | Jill Hetherington John-Laffnie de Jager | 7–6(10–8), 7–6(7–4) |
| Campeã  | 1996 | Aberto da Austrália (2) | Duro   | Mark Woodforde        | Nicole Arendt Luke Jensen               | 4–6, 7–5, 6–0       |
| Vice    | 1996 | Wimbledon               | Grana  | Mark Woodforde        | Helena Suková Cyril Suk                 | 1–6, 6–3, 6–2       |
| Vice    | 1997 | Aberto da Austrália     | Duro   | John-Laffnie de Jager | Manon Bollegraf Rick Leach              | 6–3, 6–7(5–7), 7–5  |
| Vice    | 1997 | Wimbledon               | Grama  | Andrei Olhovskiy      | Helena Suková Cyril Suk                 | 4–6, 6–3, 6–4       |
| Vice    | 1999 | Roland Garros           | Saibro | Rick Leach            | Katarina Srebotnik Piet Norval          | 6–3, 3–6, 6–3       |